# طموحات أودا نوبونا
طموحات أودا نوبونا (باليابانية: 織田信奈の野望، بالروماجي: Oda Nobuna no Yabō) هي سلسلة رواية خفيفة من تأليف ميكاغي كاسوغا ورسم مياما-زيرو، أنتجت إلى أنمي تلفزيوني من قبل استوديو غوكومي بالتعاون مع مادهاوس. عرض الأنمي في 9 يوليو عام 2012 واستمر عرضه حتى 24 سبتمبر عام 2012، وتكون من 12 حلقة.

## القصة
تدور أحداث القصة عن يوشيهارو ساغارا، وهو طالب في المدرسة الثانوية، الذي يجد فجأة نفسه في فترة سينجوكو، وعلى وشك أن يقتل في ساحة المعركة. لا ينقذه إلا الرجل الذي سيصبح فيما بعد تويوتومي هيديوشي، ويموت بدلًا من مما يتسبب في تغيير التاريخ.

## الشخصيات
ساغارا يوشيهارو (باليابانية: 相良 良晴، بالروماجي: Sagara Yoshiharu)
مؤدي الصوت: تاكويا إغوتشي
أودا نوبونا (باليابانية: 織田 信奈، بالروماجي: Oda Nobuna)
مؤدية الصوت: كاناي إيتو
أكيتشي ميتسوهيدي (باليابانية: 明智 光秀، بالروماجي: Akechi Mitsuhide)
مؤدية الصوت: سايوري ياهاغي
شيباتا كاتسويي (باليابانية: 柴田 勝家، بالروماجي: Shibata Katsuie)
مؤدية الصوت: هيتومي ناباتامي
نيوا ناغاهيدي (باليابانية: 丹羽 長秀، بالروماجي: Niwa Nagahide)
مؤدية الصوت: ري ماتسوزاكي
ماتسوناغا هيساهيدي (باليابانية: 松永 久秀، بالروماجي: Matsunaga Hisahide)
مؤدية الصوت: ماسومي أسانو
هاتشيسوكا غويمون (باليابانية: 蜂須賀 五右衛門، بالروماجي: Hachisuka Goemon)
مؤدية الصوت: توموكو كانيدا

## وصلات خارجية
- موقع الرواية الخفيفة الرسمي عند SoftBank Creative (باليابانية)
- موقع الرواية الخفيفة الرسمي نسخة محفوظة 23 سبتمبر 2020 على موقع واي باك مشين. عند فوجيمي شوبو (باليابانية)
- موقع الأنمي الرسمي (باليابانية)